# 알렉산드라 니콜라예브나 라시스키 황녀
알렉산드라 니콜라예브나 여대공(러시아어: Александра Николаевна, 1825년 6월 24일 ~ 1844년 8월 10일)은 러시아 제국의 여대공이다.
니콜라이 1세 황제와 샤를로테 폰 프로이센 왕녀의 셋째 딸로 태어났다. 그녀의 이름은 그녀의 고모인 러시아 여대공 알렉산드라 파블로브나에서 따왔다. 가족들 사이의 애칭은 "아디니"(Adini)였다.
1844년 1월 28일에는 프리드리히 빌헬름 폰 헤센카셀과 결혼했으나 결혼 이전부터 결핵을 앓고 있었다. 1844년 8월 10일에 아들 빌헬름을 낳고 건강이 악화되어 죽었다. 그러나 힘들게 낳은 아들 빌헬름은 이미 출산 전 뱃속에 있을 때 사산되어 죽어 있었다.